# کیمبرلی مک‌کریت

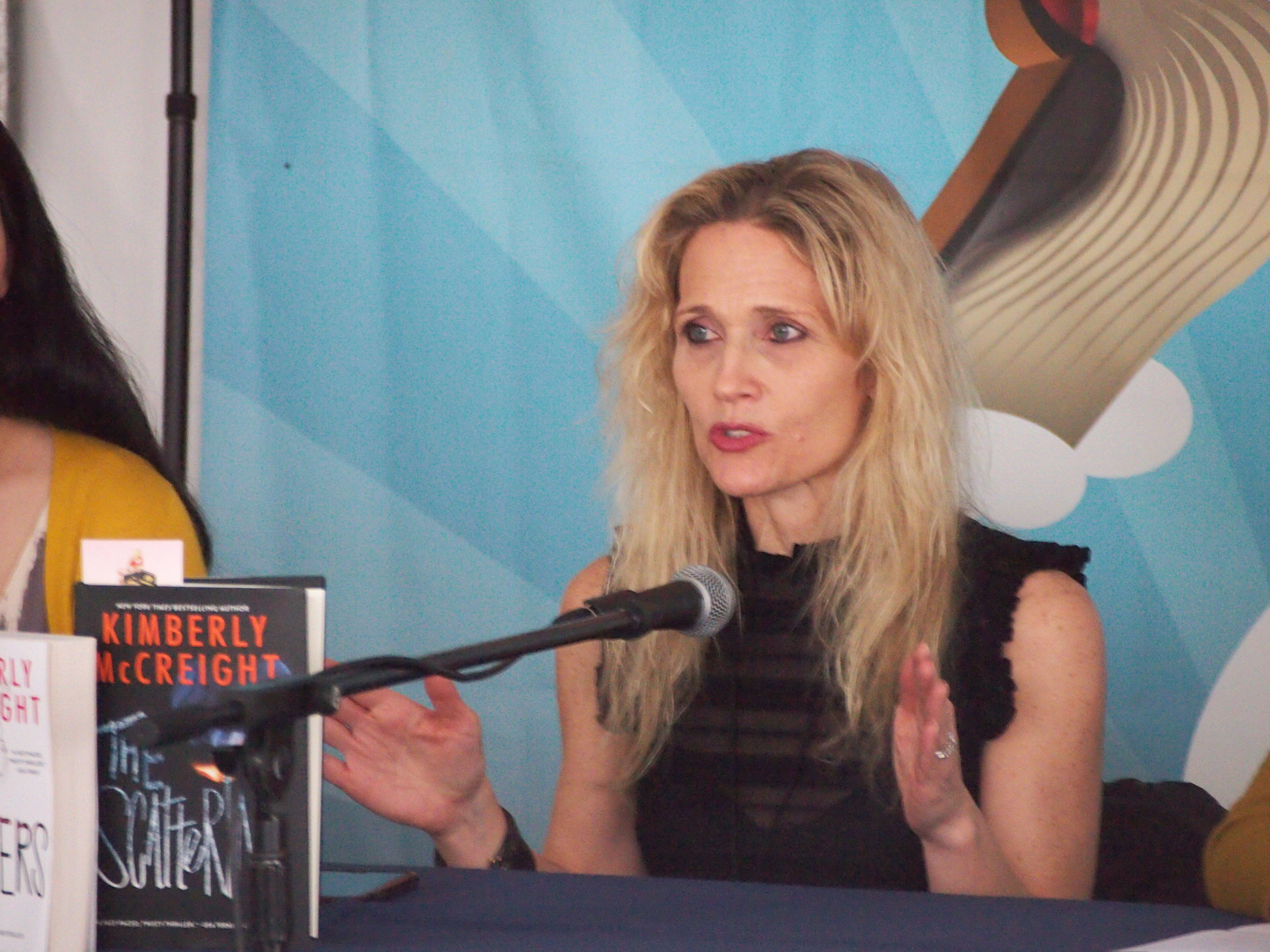

کیمبرلی مک کریت نویسنده آمریکایی است. اولین رمان او، بازسازی آملیا، یکی از پرفروش ترین‌های نیویورک تایمز بود که نامزد جوایز ادگار ، آنتونی و الکس شد. این کتاب همچنین به عنوان کتاب مورد علاقه سال توسط Entertainment Weekly انتخاب شد. بازسازی آملیا توسط HBO و Blossom Films برای تلویزیون انتخاب شده‌است. مک کریت در کالج واسار تحصیل کرد و از دانشکده حقوق دانشگاه پنسیلوانیا فارغ‌التحصیل شد. او قبل از اینکه نویسنده شود، سال‌ها به عنوان وکیل کار کرد، از جمله مدتی در پل، وایس، ریفکیند، وارتون و گاریسون. او دو دختر دارد و در بروکلین نیویورک زندگی می‌کند.

## کتابشناسی - فهرست کتب
- بازسازی آملیا (۲۰۱۳، هارپر)
- کجا او را پیدا کردند (۲۰۱۵، هارپر)[۵][۶][۷][۸]
- یک ازدواج خوب (۲۰۲۰، هارپر)
- دوستانی مانند این (۲۰۲۱، هارپر)

### سه‌گانه Outliers
1. The Outliers (2016، هارپر کالینز)[۹][۱۰][۱۱][۱۲][۱۳][۱۴]
2. پراکندگی (۲۰۱۷، هارپر کالینز)
3. The Collide (2018، هارپر کالینز)

### داستان‌های کوتاه
- "اتاق کلارا، داستان کوتاه داستانی فلش" (۲۰۱۳، سیمون و شوستر انگلستان، مجله ادبی Reflections جلد ششم)
- "Over the Neva", The Antietam Review
- "Café Idiot"، مجله آکسفورد، جلد هفدهم